# Darko Stanić
Darko Stanić, cyr. Дарко Станић (ur. 8 października 1978 w Mojkovacu) – serbski piłkarz ręczny, reprezentant kraju, bramkarz. Obecnie występuje w Macedonii Północnej, w drużynie HC Metalurg Skopje. Po odpadnięciu Serbów z Mistrzostw Europy 2016 zakończył reprezentacyjną karierę.

## Sukcesy

### klubowe
- Mistrzostwa Słowenii:
- 2011
- 2009
- 2010

## Nagrody indywidualne
- Najlepszy bramkarz:
  - Mistrzostwa Europy 2012[2]